# Heliopsis (film)
Pour l’article homonyme, voir Heliopsis.
Pour plus de détails, voir Fiche technique et Distribution.
Heliopsis est un court métrage dramatique français réalisé par Sandra Kobanovitch en 2015.

## Synopsis
Dans un foyer de réinsertion post-carcérale, cinq anciens prisonniers préparent leur retour dans la société, ils participent aux tâches quotidiennes afin de prouver leur bonne volonté. Élie (Samy Naceri) est le plus ancien, aujourd'hui c'est à son tour d'arroser les plantes, mais le jardinage ce n’est pas son truc,,.

## Fiche technique
- Titre : Heliopsis[4]
- Réalisation : Sandra Kobanovitch
- Scénario : Sandra Kobanovitch
- Production : Sandra Kobanovitch
- Société de production : Youvoi Films
- Photographie : Tanguy Pierre
- Montage : Tanguy Pierre
- Musique : Pierre Cora
- Son : Olivier Mur
- Pays d'origine :  France
- Langue : français
- Genre : drame
- Durée : 20 minutes

## Distribution
- Samy Naceri : Élie[4]
- Gilles Janeyrand : Papy, le directeur du foyer
- Warren Ferri : Rudy
- Tristan Pecylak : Marius
- Arno Verano : Jad
- Lazare Djeddaoui : Momo

## Distinctions

### Récompenses
- Vancouver International Women in Film Festival 2016 : "Best Cinematography Award"[5],[6].

### Nominations
- Festival le cinéma en héritage dans les pas de Henri Langlois 2016[7]